# Вацлав I
Вацлав I (чеш. Václav I.; ок 1205 — 23 сентября 1253) — король Чехии с 1230 года, сын Пржемысла Отакара I.

## Коронация
Отец Вацлава Пржемысл Отакар I рассчитывал еще при своей жизни передать сыну королевский титул, чтобы гарантировать передачу его по наследству и избежать борьбы за престол. Он добился согласия главного конкурента Вацлава, моравского маркграфа Владислава Йиндржиха, и чешской знати. Коронация Вацлава в определенной степени возрождала принцип наследования престола по старшинству, в соответствии с которым чешский трон должен был занять старший в роду Пржемысловичей. Это также отсекало от престолонаследия боковые ветви династии.
После этого Пржемысл Отакар I отправил соответствующее письмо императору Фридриху II. Вернувшийся посланник сообщил, что Фридрих 26 июля 1216 года согласился с его решением.
Вацлав был коронован 6 февраля 1228 года как соправитель своего отца. Церемонию провел архиепископ Майнца Зигфрид, впервые по латинскому обряду. Пржемысл Отакар и Вацлав постановили, что их преемники должны быть коронованы архиепископом Майнца. В том случае, если представитель епархии Майнца откажется, епископа для коронации будет выбирать сам чешский король.

## Одноглазый король

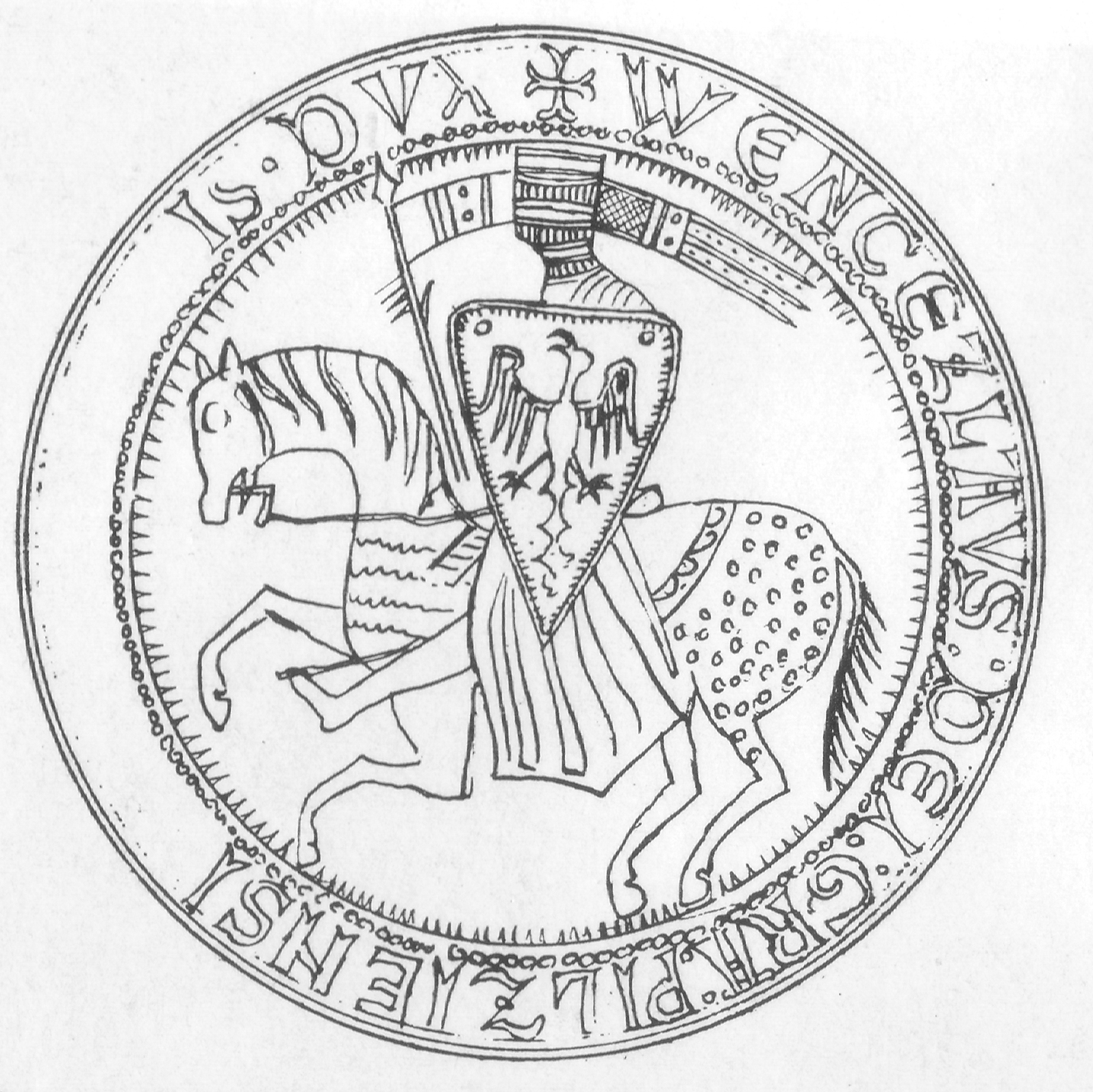
Печать Вацлава I

С детства Вацлав имел отклонения в своем развитии. Он был невротиком и, вероятно, душевнобольным. Предпочитал бродить в одиночестве в чаще леса, обожал охоту и однажды на охоте потерял левый глаз. Летописцы отмечают, что король Вацлав ненавидел звук церковных колоколов, который вызывал у него сильную головную боль и припадки, похожие на эпилептические. Поэтому везде, где он появлялся, запрещалось звонить в колокола. Современная медицина говорит о проявлении идиосинкразии — повышенной чувствительности к определенным частотам звуковых волн.
Во время правления Вацлава I в Чехию пришли готическая культура и рыцарские турниры, получила распространение придворная поэзия и песни. В этот период укрепилась чешская государственность, богатела чешская знать, активно развивались строительство, торговля и ремесла.
Вацлав, как и его отец, поддерживал переселение в свою страну немцев. Он был первым королём Чехии, обеспечившим привилегии евреев, что обогатило королевскую казну.

## Правление
С 1230 года, после смерти отца, Вацлав стал править самостоятельно, хотя и находился под сильным влиянием своей матери Констанции Венгерской и сестры. 

### Внешняя политика
Вацлав продолжил борьбу своего отца против австрийского герцога Фридриха II. 

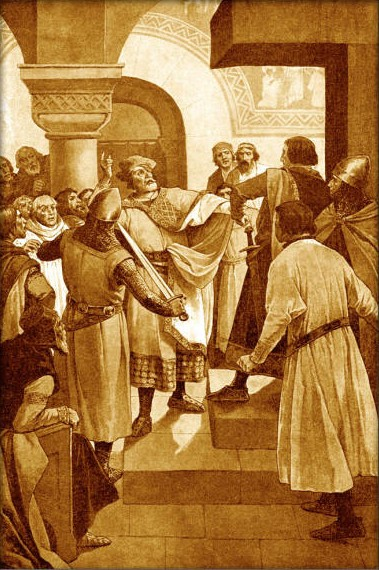
Ссора Вацлава I с императором Фридрихом II

В 1231 году он вторгся в Австрию, охваченную восстанием министериалов, и сжег Кремс. Через два года сам герцог Фридрих воспользовался конфликтом между Вацлавом и его братом, моравским маркграфом Пржемыслом, вторгся в Моравию и занял замок Битов. Но когда австрийский герцог заболел и вернулся домой, Вацлав занял Брно и принудил брата к послушанию.
Император Фридрих II в это время погрузился в борьбу с автономией князей, пытаясь распространить свою власть на всю территорию Священной Римской империи. Вацлав по его указанию даже захватил Нижнюю Австрию и Вену.
Вацлав, однако, сам с опасением воспринимал экспансию императорской власти у своих границ. В итоге он примирился с австрийским герцогом Фридрихом II, что увеличило риск открытого конфликта императора с чешским королём. Фридрих Австрийский пообещал свою племянницу Гертруду в жены сыну Вацлава Владиславу и австрийские территории к северу от Дуная в качестве приданого.
Между 1233 и 1237 годами Вацлав вновь вступил в конфликт со своим младшим братом Пржемыслом Моравским. Причиной спора стало прибытие из Каринтии в Бржецлав Ульриха III, старшего сына сестры Вацлава Юдиты. Вацлав с большим войском пришел в Моравию и Пржемысл был вынужден бежать в Венгрию к королю Беле IV. Вдовствующая королева Констанция Венгерская выступила посредником в переговорах и братья помирились, Пржемысл вернулся в Моравию, а под властью Вацлава остались Оломоуц и Опава.

### Борьба с монголами

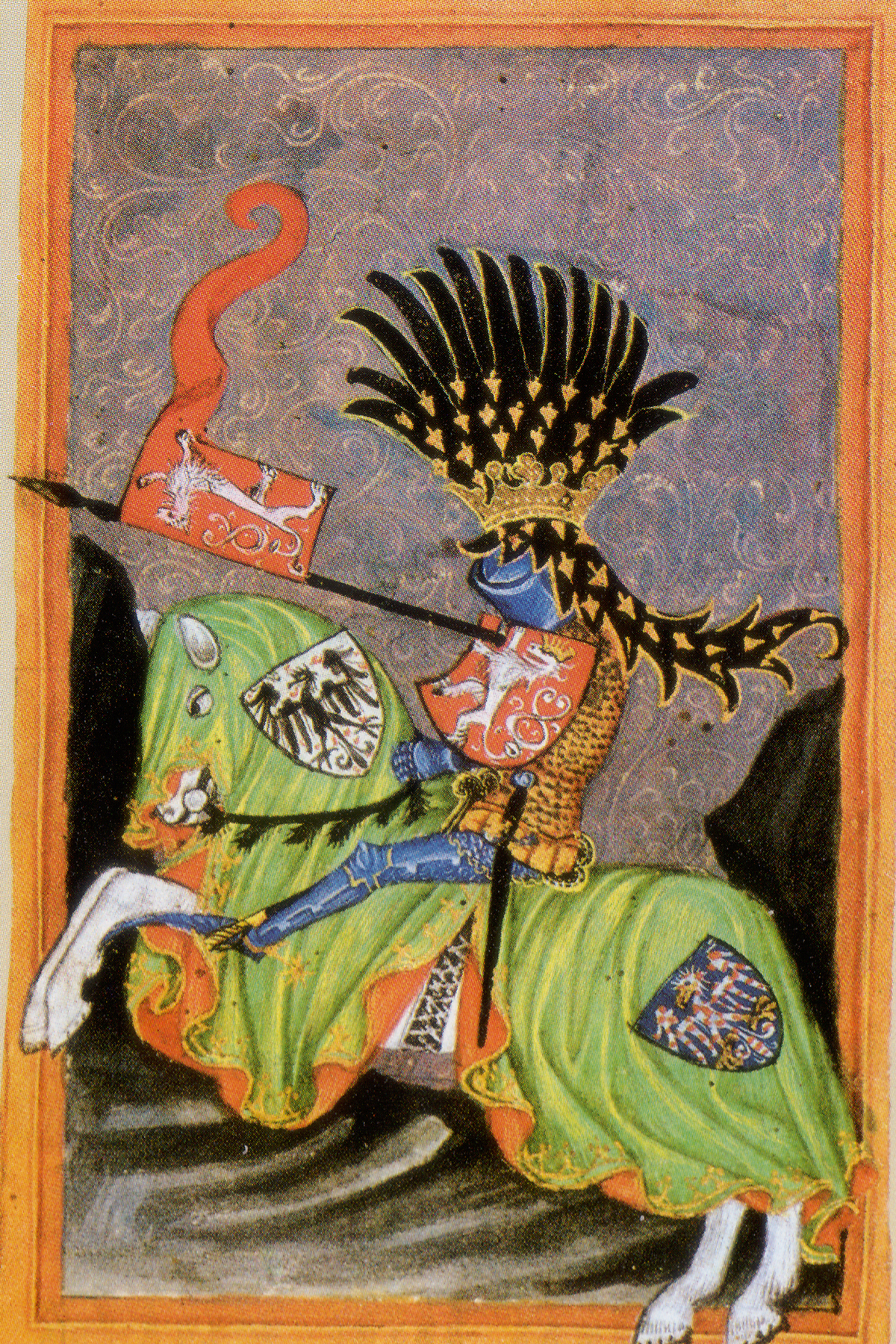
Вацлав I (изображение XV века)

Вацлав заблаговременно до прибытия монгольских войск укрепил границы королевства, благодаря чему большая часть чешских земель избежала разорения. Во время монгольского вторжения в Центральную Европу Вацлав принял призыв о помощи от своего шурина, князя Великой Польши Генриха II Набожного. Однако тот решил не дожидаться прибытия чешских подкреплений. В итоге Вацлав на сутки опоздал на битву при Легнице, где Генрих II Набожный был разгромлен и убит (апрель 1241 года). Монгольский корпус во главе с Байдаром прекратил продвижение на запад, резко повернул на юг и разорил Моравию, затем в июне перешёл Карпаты и соединился с южным корпусом в Венгрии. Вацлав I объединился с Фридрихом II, под защиту которого бежал потерпевший поражение в битве на Шайо венгерский король Бела IV. Монголы не пошли на столкновение с силами союзников и вскоре покинули Венгрию.

### Восстание младшего сына
По смерти Фридриха II Австрийского в 1246 году Вацлав Одноглазый организовал брак своего старшего сына Владислава с племянницей Фридриха Гертрудой Бабенберг. Недовольная сближением с австрийцами часть чешской знати взбунтовалась против Вацлава и 31 июля 1248 года в Пражском Граде провозгласила королём Чехии его сына Пршемысла Отакара. На стороне короля выступили феодальные кланы Марквартовичей, Роновичей и Грабишичей, однако определённая часть дворянства, например, род Баворов из Стракониц, поддержали королевича. Пршемыслу Отакару удалось захватить контроль над большей частью Чехии и осадить отца в одном из замков. 
Однако в ноябре того же года Пршемысл потерпел сокрушительное поражение у осаждённого Моста от королевских войск, возглавляемых Борешом из Ризмбурка (чего Пршемысл не простил ему до конца жизни). 5 сентября 1249 года Вацлав взял Прагу и 16 сентября торжественно короновался в костёле Святого Франциска. В конце сентября 1249 года Пршемысл Отакар по приказу Вацлава был схвачен в Тиржове вместе со своими сторонниками. Пршемысла Отакара заключили в замке Пршимда, а его сподвижников — в Пражском граде под надзором бургграфа Смила из Лихтенбурка. Вскоре однако Пршемысл Отакар был помилован королём и вновь получил престол маркграфа Моравии.

## Смерть и наследие

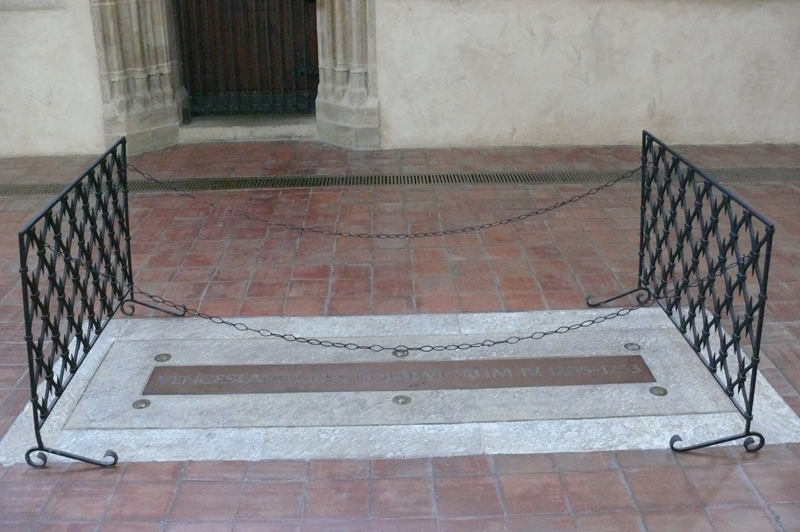
Надгробие Вацлава I

В 1247 году бывший с 1246 года мужем Гертруды и герцогом Австрии старший сын Вацлава Владислав внезапно умер. Тогда Вацлав I в 1252 году организовал брак своего второго сына, Пршемысла Отакара, с сестрой Фридриха Маргаритой. В том же году Гертруда вышла замуж за сына князя Даниила Галицкого Романа, поддерживаемого также венгерским королём Белой IV. Борьба за австрийский престол завершилась в 1252—1253 годах в пользу Вацлава и его сына Пршемысла Отакара.
Вацлав I умер 23 сентября 1253 года в Кралув-Двуре. Его сердце и внутренние органы хранились в церкви Девы Марии в Кралув-Двуре, а тело было погребено в Старе-Место, в Анежском монастыре.

## Семья
Единственной женой короля с 1224 года была дочь короля Германии Филиппа Швабского Кунигунда Швабская, с которой он был обручен, когда ей было около двух лет, а ему — около семи.
Дети:
- Владислав, маркграф Моравии (ок. 1228 — 3 января 1247)
- Пржемысл Отакар II, король Богемии (ок. 1230 — 26 августа 1278)
- Божена (ок. 1231 — 27 мая 1290), замужем за Оттоном III, маркграфом Бранденбургским
- Анежка (ум. 10 августа 1268), замужем за Генрихом III, маркграфом Мейсенским
- Венцеслава, умерла в младенчестве